# Patriotiska föreningen för Sveriges hästkultur
Patriotiska föreningen för Sveriges hästkultur eller hästcultur var en svensk förening för hästsport, grundad 1830, upplöst 1838. 
Föreningen anordnade i juni 1831 de första regelstyrda hästkapplöpningarna i Sverige på Ladugårdsgärde i Stockholm. Dessa tävlingar sågs som en delaktivitet i insatser för att förbättra den svenska hästaveln och skapa en inhemsk ädel häststam. Olika händelser inom verksamheten med hästkapplöpningar redovisades i Tidskrift för Hästvänner och Landtmän som gavs ut 1831–1834. Axel von Fersen (1798–1838) var en drivande kraft i föreningen, som upplöstes samma år som von Fersen avled.